# Mantry
Mantry é uma comuna francesa na região administrativa de Borgonha-Franco-Condado, no departamento de Jura. Estende-se por uma área de 10,83 km². Em 2010 a comuna tinha 474 habitantes (densidade: 43,8 hab./km²).